# NGC 1999
NGC 1999 је емисионо-рефлексиона маглина у сазвежђу Орион која се налази на NGC листи објеката дубоког неба.
Деклинација објекта је - 6° 42' 57" а ректасцензија 5h 36m 25,4s. Привидна величина (магнитуда) објекта NGC 1999 износи 14,3. NGC 1999 је још познат и под ознакама LBN 979.